# سيف خانلو
سيف خانلو هي قرية في مقاطعة بارس أباد، إيران. عدد سكان هذه القرية هو 106 في سنة 2006.